# Mladost Zagreb (volley-ball féminin)
Pour les articles homonymes, voir Mladost.
Maillots
HAOK Mladost est un club croate de volley-ball fondé en 1946 et basé à Zagreb, évoluant pour la saison 2020-2021 en Superliga. 

## Palmarès
- Championnat de Yougoslavie[2]
  - Vainqueur : 1984, 1987, 1989, 1990, 1991.
  - Finaliste :1982, 1985.
- Championnat de Russie
  - Finaliste : 1992.
- Championnat de Croatie[2]
  - Vainqueur : 1993, 1994, 1995,  1996, 2002, 2003, 2004, 2005, 2006, 2014[3]2016[4]2018[5]2019[6]
  - Finaliste : 2015, 2017.
- Coupe de Yougoslavie
  - Vainqueur : 1981, 1984, 1985,  1986, 1988, 1989,  1990.
- Coupe de Croatie[2]
  - Vainqueur : 1993, 1994, 1995, 2002, 2004, 2014[7]2015, 2017, 2018, 2020.
- Coupe des champions
  - Vainqueur :1991.
  - Finaliste :1992, 1994.
- Supercoupe de Croatie
  - Finaliste : 2016.

## Effectifs

### Saison 2020-2021
| No                                     | Nom                                    | Date de naissance                      | Taille                         | Poids                          | Poste                          |
| -------------------------------------- | -------------------------------------- | -------------------------------------- | ------------------------------ | ------------------------------ | ------------------------------ |
| 1                                      | Ana Matić                              | 8 septembre 2000                       | 165                            | 57                             | Libero                         |
| 2                                      | Katarina Pavičić                       | 17 mai 1999                            | 185                            | 70                             | Réceptionneuse-attaquante      |
| 3                                      | Tea Kačić Bartulović                   | 21 mars 1999                           | 187                            | 71                             | Centrale                       |
| 6                                      | Lara Štimac                            | 18 août 2000                           | 180                            | 63                             | Passeuse                       |
| 7                                      | Mika Grbavica                          | 8 décembre 2001                        | 190                            | 72                             | Attaquante                     |
| 8                                      | Antonija Volmut                        | 13 avril 1996                          | 185                            | 70                             | Réceptionneuse-attaquante      |
| 9                                      | Iva Pažin                              | 14 juin 2001                           | 188                            | 75                             | Attaquante                     |
| 10                                     | Dinka Kulić                            | 2 août 1997                            | 188                            | 75                             | Réceptionneuse-attaquante      |
| 11                                     | Mirta Freund                           | 4 juillet 2002                         | 193                            | 69                             | Centrale                       |
| 12                                     | Josipa Marković                        | 25 janvier 2001                        | 182                            | 61                             | Réceptionneuse-attaquante      |
| 14                                     | Izabela Štimac                         | 12 novembre 2000                       | 167                            | 58                             | Libero                         |
| 20                                     | Natalia Tomić                          | 4 janvier 2002                         | 188                            | 74                             | Réceptionneuse-attaquante      |
| ?                                      | Astrid Popić                           | 24 juillet 1998                        | 186                            | 70                             | Centrale                       |
|                                        |                                        |                                        |                                |                                |                                |
| Encadrement technique                  | Encadrement technique                  |                                        | Légende                        | Légende                        | Légende                        |
| Entraîneur : Leo Barić                 | Entraîneur : Leo Barić                 | Entraîneur : Leo Barić                 | : Capitaine                    | : Capitaine                    | : Capitaine                    |
| Entraîneur(s) adjoint(s) : Darko Nojić | Entraîneur(s) adjoint(s) : Darko Nojić | Entraîneur(s) adjoint(s) : Darko Nojić | : Joueuse blessée actuellement | : Joueuse blessée actuellement | : Joueuse blessée actuellement |
| Manager général : Josipa Kovačević     |                                        |                                        |                                |                                |                                |